# Подравська Мославина
45°52′ пн. ш. 17°59′ сх. д. / 45.86° пн. ш. 17.98° сх. д.
Подравська Мославина (хорв. Podravska Moslavina) – громада і населений пункт в Осієцько-Баранській жупанії Хорватії.

## Населення
Населення громади за даними перепису 2011 року становило 1 202 осіб. Населення самого поселення становило 798 осіб.
Динаміка чисельності населення громади:
Динаміка чисельності населення центру громади:

## Населені пункти
Крім поселення Подравська Мославина, до громади також входять: 
- Гезинці
- Крченик
- Мартинці Михоляцькі

## Клімат
Середня річна температура становить 11,17°C, середня максимальна – 25,43°C, а середня мінімальна – -5,96°C. Середня річна кількість опадів – 661 мм.
| Клімат поселення                              | Клімат поселення | Клімат поселення | Клімат поселення | Клімат поселення | Клімат поселення | Клімат поселення | Клімат поселення | Клімат поселення | Клімат поселення | Клімат поселення | Клімат поселення | Клімат поселення | Клімат поселення |
| Показник                                      | Січ.             | Лют.             | Бер.             | Квіт.            | Трав.            | Черв.            | Лип.             | Серп.            | Вер.             | Жовт.            | Лист.            | Груд.            |                  |
| Середній максимум, °C                         | 5,81             | 8,00             | 12,58            | 17,28            | 22,66            | 25,30            | 25,43            | 25,02            | 20,56            | 15,22            | 9,30             | 5,29             |                  |
| Середня температура, °C                       | −0,07            | 2,10             | 6,70             | 11,40            | 16,78            | 19,43            | 21,57            | 21,17            | 16,70            | 11,36            | 5,43             | 1,40             |                  |
| Середній мінімум, °C                          | −5,96            | −3,73            | 0,80             | 5,50             | 10,91            | 13,55            | 17,71            | 17,30            | 12,81            | 7,50             | 1,57             | −2,44            |                  |
| Норма опадів, мм                              | 39               | 35               | 38               | 51               | 63               | 84               | 63               | 64               | 55               | 55               | 64               | 50               |                  |
| Середньомісячна швидкість вітру, м/с          | 2.40             | 2.60             | 2.90             | 2.80             | 2.50             | 2.30             | 2.20             | 2.00             | 2.06             | 2.10             | 2.30             | 2.40             |                  |
| Середньомісячна сонячна радіація, кДж/м²·день | 4121             | 6835             | 10781            | 15366            | 19472            | 21534            | 22122            | 19971            | 14683            | 9098             | 4603             | 3385             |                  |
| --------------------------------------------- | ---------------- | ---------------- | ---------------- | ---------------- | ---------------- | ---------------- | ---------------- | ---------------- | ---------------- | ---------------- | ---------------- | ---------------- | ---------------- |
| Джерело:                                      |                  |                  |                  |                  |                  |                  |                  |                  |                  |                  |                  |                  |                  |